# 토도 카스미
토도 카스미 (藤堂 香澄, とうどう かすみ）는 SNK 플레이모어 게임 아랑전설, 용호의 권, 더 킹 오브 파이터즈 시리즈 등에 등장하는 가공의 인물이다.
스리 사이즈는 B75 W54 H78, 취미는 비디오 감상(특히 공포물), 소중한 것은 어떤 사람에게서 받은 부적, 일본의 무용, 하나미치, 다도가 있으며, 학교 돌아오는 길에 있는 정육점의 고로케, 나폴리탄 등이 있다.

## 캐릭터 설정
초대 용호의 주먹에 등장한 토도 류하쿠의 딸(차녀)로 실종된 아버지 류하쿠를 찾고 있다. 또 아버지와 마찬가지로 토도류 고무술의 심부름꾼이자 아버지를 꺾은 극한 유공수에 대해 라이벌 의식을 보이고 있다.
본래 아버지 류하쿠는 미즈호(맏딸)에게 토도류 고무술의 모든 것을 물려주려 했으나 미즈호는 어린 시절보다 몸이 매우 약해 무술의 가혹한 단련을 견디지 못했다. 괴로운 연습이 쌓이는 언니의 신세를 걱정한 카스미는 언니보다 자신에게 연습을 시켜 달라고 탄원하며 토도류 옛 무술을 시작했다. 그 보람으로 현재는 토도류 제일의 심부름꾼이 되어 미즈호의 몸도 순조롭게 회복되고 있다.
『용호의 권외전』(이하 『용호외전』으로 표기)에서는 예전에 아버지를 업고 그 이후의 행방을 알고 있을 것이며, 겸해서보다 자신도 한번 싸워보고 싶었던 료 사카자키를 만나기 위해 단신 미국으로 건너간다. 료우의 발걸음을 쫓는 카스미는 위험한 거리인 글라스힐 밸리에 다다른다. 료보다 먼저 극한류의 로버트 가르시아를 발견한 카스미는 료에게 있는 곳을 물었지만, 로버트에게는 말이 통하지 않거나 해서 료의 단서를 얻지 못했다. 그 후 자력으로 려우를 찾아내도 그가 용백의 행방을 알 리는 없고 결국 알 수 없어 끝장이다.엔딩에서는 마중 나온 어머니·시즈코에게 일본으로 끌려가게 되고, 그 때 료에게 자신의 머리띠를 건네 재전의 약속을 받아낸다.
「더 킹 오브 파이터즈」 (이하 「KOF」로 표기) 시리즈에서는 「KOF」96」(이하 「96」으로 표기)부터 등장. 또 「KOF」99」(이하 「99」로 표기)부터, 지금까지 내린 머리를 포니테일로 하게 되었다. 이 시리즈에서는 극한류와의 대결이 주된 목적(다만 극한류 인간인 유리 사카자키와 팀을 이룬 적이 있다.향징 가로되, 유리는 "아류"라는 뜻) 가 되고, "KOF XI"에서는 안티극한류 팀으로 출전한다.
「KOF'98 ULTIMATCH」(이하 「98UM」으로 표기)에서는 추가 에디트 캐릭터로 등장하고 있다.덧붙여서 배경에 스스로가 산산히 찾던 아버지 용백이 종종 등장하고 있지만 눈치채지 못하고 있는 듯하다.
용호외전에서는 퉁명스러운 어조로 말한다. 킹오브 파이터즈에서는 이 묘사는 없이 공손하게 말했다.
연애게임 Days of Memories 시리즈에서는 Days of Memories와 그녀의 뜨거운 여름과 Days of Memories~사랑은 굿잡!~에 공략 대상 여주인공 중 한 명으로 등장. 『나와 그녀의 뜨거운 여름』에서는 주인공의 동아리 활동(유검부)의 후배. 덧붙여 머리스타일은 포니테일로 복장은 킹오브 파이터즈 99 이후의 것이다. 『사랑은 굿잡!』에서는 신사의 무당을 맡고, 또 점쟁이도 하고 있다. 겉모습은 『용호외전』의 것을 무당옷으로 한 것으로 되어 있다.두 작품 모두 류하쿠는 행방불명되었지만, 카스미의 시나리오 종반에는 모습을 나타내 주인공으로 가로막는다. 여성을 위한 「나와 그녀의 뜨거운 여름」에서는 료·사카자키의 시나리오에서 서브 캐릭터로 조금 등장하고 있다.

### 캡콤과의 크로스오버
캡콤과의 공동 제작 작품 중, 「캡콤 VS . SNK 2MILLION AIRE FIGHTING 2001」 (이하 「캡콤 VS.SNK2」로 표기)에서는 용백의 등장 데모에 모습을 보일 뿐이지만, 「SNK VS.CAPCOM SVCHAOS」(이하 「SVC CHAOS」로 표기)로 정규 출장한다.또한 이 작품에서도 헤어스타일이 포니테일이다.
「SVC CHAOS」에서는 「용호외전」에 가까운 어조로 되어 있지만, 불지화무나 김각환에 대해서는 비교적 공손한 어조가 된다.또, 「SVC CHAOS」에서는 너나 할 것 없이 만나 머리에 용백의 행방을 묻거나 댄을 로버트로 착각하거나 하는 등, 무모하고 신념이 심한 모습이 있어, 이야기가 통할 것 같지 않은 폭주암이나 세뇌된 켄에게까지 용백의 행방을 캐내려는 진행동도 보여진다. ED에서는 류파쿠의 거처를 알 수 없었기 때문에 다시 아버지를 찾기 위해 달려나온 카스미를 류파쿠가 뒤에서 지켜보고 있었다.

## 기술의 해설

### 통상기술

#### KOF 시리즈
기명이 공표된 96의 명칭만 기재
| 조작        | 서서 (근거리) | 서서 (원거리) | 쪼그려 앉음 | 수직 점프   | 전방 점프   | 후방 점프   |
| ----------- | ------------- | ------------- | ----------- | ----------- | ----------- | ----------- |
| 약펀치      | 옆 팔꿈치     | 쇄타          | 굴곡 펀치   | 참철        | 참철        | 참철        |
| 약펀치      | 압권          | 잠정 부채     | 쌍장탄      | 유성 투구   | 유성 투구   | 유성 투구   |
| 약펀치      | 앞차기        | 자전          | 서릿발      | 쇠꼬챙이    | 쇠꼬챙이    | 쇠꼬챙이    |
| 약펀치      | 굉섬          | 백파          | 초패        | 산바람      | 산바람      | 산바람      |
| 날치기 공격 | 쐐기칼        | 쐐기칼        | -           | 참새 발차기 | 참새 발차기 | 참새 발차기 |

### 통상 던지기
백 켤레 접기
「'96」에서의 통상던지기.상대의 멱살을 잡고 앞에서 뒤로 발을 내딛고 앞으로 넘어지게 한다.
달팽이 걸이
「'96」에서의 통상던지기.상대의 멱살을 잡고 뒤에서 앞으로 발을 내딛고 등에서 땅으로 떨어뜨린다.
감아올림
「99」 이후의 통상던지기.상대의 멱살을 잡고 턱을 치미는 듯한 손바닥으로 날려 버린다.
합기 던지기
''99'' 이후의 통상던지기.합기도처럼 상대의 힘을 이용해 내던진다.

### 필살기
(토도류) 겹침대
팔을 내리치며 기세로 공격하는 아버지로부터 물려받은 기술.기의 형상은 『용호외전』에서는 용백과 같은 면도칼 모양이었으나, 『KOF』 이후에는 둥그스름한 물결 모양으로 변경되었다.또, 그러한 작품에서는 공중에서도 낼 수 있다.덧붙여 기술명에 「토도류」가 붙는 것은 「용호외전」에서만이다.
대공 덧댐
비스듬히 위를 향해 「덧댐」을 반복하는 베리에이션으로, 용백이 「CAPCOM VS.SNK2」에서 사용하는 「앙받이 덧댐」과 비슷한 것. 「'98UM」에서 사용한다.
후지토 유뢰가 울부짖다
기합을 발하여 공격『용호외전』에서만 사용하던 기술이었으나, 다른 작품으로는 『98UM』에서 처음 사용된다.
살장 음차기
중단 맞히기. 원래는 『용호외전』에서의 특수기로, 『96』 이후로는 필살기로 되어 있다.
멸심 무투
상단 맞춤 던지기『'96』부터 사용.
시라야마모모
뻗으면서 주먹을 치켜 올리는 기술. 강하게 내면 조금 내딛고 반복한다. 『'96』에서 사용하였으며, 『KOF XI』에서는 다음과 같은 '천지주전'으로 대체되었다.
토네이도 창타
타격던지기에서 마지막에 백산복숭아로 쏘아 올린다.쏘아올린 상대를 공중 추격할 수 있지만 KOF XI에서는 강만이 정상적인 날아갔다.『'96』부터 사용.
부채 싱크대
수평 손칼질, 발사 장저, (특수기 "팔꿈치 보호대"와 같음) 내리치기, 뒤돌려차기의 4연속 타격을 하는 연속 입력기. "99"부터 사용.입력 횟수는 KOF2000(이하 2000으로 표기)까지 및 SVC CHAOS에서는 3회까지(최초 입력에 2회 공격함)였지만 KOF XI에서는 4회가 됐다.
도랑을 치고 몸을 의탁
「KOF XI」에서 추가된 "부채 홈 흘리기" 3단째부터의 파생기. 공격하지 않고 접근하는 페인트 기술.
반신제반복
밑단 맞히기. 2000부터 사용.
천지 회전
양팔을 내밀어 히트하면 뒤로 높이 던지는 잡기 타격 기술.강만 「백산 복숭아」와 같은 동작으로 내딛고 실시한다.특수 공중 히트 판정을 가지며, KOF XI부터 사용했다.
쌍장탄
발을 들여놓으면서 두 손을 모아 손바닥을 때리다.원래는 용호외전에서의 특수기로 KOF 시리즈에서는 99 이후에도 불시에 공격 동작으로 사용되고 있다.『'98UM』에서는 필살기로 채용되어 추가 입력에 의해 이하의 기술로 파생 가능하다.
복수
쌍장탄을 터뜨린 상대를 반대편으로 내동댕이친다.쌍장탄 히트 때에만 발생한다.
갑 분할
'제반복'으로 던진 상대에게 그대로 주먹을 내리치며 추격한다.

### 초필살기
(토도류 비전) 초겹침대
「덧붙이기」의 동작으로 거대한 기의 물결을 내민다.작품에 따라 버튼을 계속 눌러 모을 수 있어, 『용호외전』에서는 너무 쌓이면 뒤로 젖혀 쓰러져 버린다.이 역시 『용호외전』과 『KOF』 이후가 형상이 다르고, 또 기명에 '등당류비전'이라고 붙는 것이 『용호외전』에서만 나타난다.'98UM'만 공중에서 나오는 것이 가능하다.
심안갈떨이
타격 판정이면 무엇이든 취할 수 있는 맞대기 기술. '99'부터 사용. 'SVC CHAOS'에서는 EXCEED로 사용.KOF XI에서는 리더 초필살기로 슈퍼 취소나 드림 취소로 내면 직접 공격을 한다.
불을 모르다
잡은 상대의 복부에 손바닥을 박아 다운시키는 던지기 기술. 『SVC CHAOS』와 『KOF XI』에서 사용한다.
쌍성중야당노을
'KOF 2002 UNLIMITED MATCH'에서의 MAX2. 초덧댐을 놓으려는 순간, 등뒤에 아버지 용백스러운 인물이 나타나면서 동시에 '초덧입히기'를 펼쳐내며 더욱 거대해진 기의 물결을 뿜는다.기술을 날린 후에는 바로 없어져 버리기 때문에 카스미가 기술 후 돌아보며 신기한 표정을 짓는다.

## 담당 성우
- 유미 마사에  (弓雅枝, 以下を除く各種ゲーム作品）
- 타나베 루이 (田辺留依, アプリ『THE KING OF FIGHTERS ALLSTAR』）

### 참조주
1. ↑  『'96 公式ガイドブック』 146-147頁。

### 내용주
1. ↑  瑞穂のプロフィールの宝物は「昔武術を習っていたときに使用していたハチマキ」となっており、香澄が稽古を始めてからは武術を辞めたようである.

## 참고 문헌
- 『더 킹 오브 파이터즈 96 공식 가이드북 for SATURN』 ISBN 4-89366-645-2 アスペクト 1997年2月

## 같이 보기
- 더 킹 오브 파이터즈의 등장인물